# Корисні копалини Казахстану
Корисні копалини Казахстану.

## Загальна характеристика
Казахстан володіє значними запасами мінеральної сировини: горючих корисних копалин, руд чорних і кольорових металів, нерудної і гірничо-хімічної сировини, будівельних матеріалів. Надра Казахстану містять руди, з яких одержують понад 60 хімічних елементів.
Казахстан — країна, в надрах якої зосереджені значні запаси практично всіх найважливіших видів паливно-енергетичних і металевих корисних копалин, що складають сировинну основу сучасного промислового виробництва. За кількістю розвіданих запасів ряду корисних копалин (уран, хром, цинк, свинець, срібло, реній, барит) республіка займає провідне місце не тільки серед країн СНД, але і у світі. Казахстан початку XXI ст. займає 1-е місце у світі за запасами вольфраму і бариту, 2-е — за запасами хромових і фосфорних руд, урану (запаси останнього в Казахстані оцінюють в 25–30 % світових). Республіка займає 3-є місце у світі за запасами срібла, міді, цинку, свинцю; 4-е — за запасами молібдену; 6-е — за запасами золота; 8-е — за запасами залізних руд. Загалом за запасами і рівнем видобутку основних видів мінеральної сировини Казахстан входить до першої 10-ки країн світу з розвинутою мінерально-сировинною базою. Основні корисні копалини див. в таблиці 1.
Таблиця 1. — Основні корисні копалини Казахстану станом на 1998–1999 рр.
| Корисні копалини               | Запаси       | Запаси             | Вміст корисного компоненту в рудах, % | Частка у світі, % |
| Корисні копалини               | Підтверджені | Загальні           | Вміст корисного компоненту в рудах, % | Частка у світі, % |
| Боксити, млн т                 | 43           | 270                | 47 (Al2O3)                            | 0,2               |
| Барит, тис. т                  | 145800       | 174600             | 24 — 49 (BaSO4)                       | 43                |
| Вольфрам, тис. т               | 350          | 500                | 0,3 (WO3)                             | 13,5              |
| Залізні руди, млн т            | 5504         | 7392               | 39 (Fe)                               | 3,2               |
| Золото, т                      | 650          | 1900               | 0,7 — 4,2 г/т                         | 1,3               |
| Кобальт, тис. т                | 50           | 70                 | 0,04 (Со)                             | 0,9               |
| Марганцеві руди, млн т         | 346          | 473                | 20 (Mn)                               | 9,7               |
| Мідь, тис. т                   | 37000        | 41500              | 0,46 (Cu)                             | 5,5               |
| Молібден, тис. т               | 480          | 500                | 0,017 — 0,11                          | 5,4               |
| Нафта, млн т                   | 1400         | 2500-3000 (оцінка) |                                       | 0,9               |
| Нікель, тис. т                 | 775          | 1070               | 0,75 (Ni)                             | 1,6               |
| Пентоксид ніобію, тис. т       | 6,9          | 8,2                | 0,01                                  | 0,7               |
| Олово, тис. т                  | 5            | 6                  | 0,4                                   |                   |
| Природний горючий газ, млрд м3 | 1840         |                    |                                       | 1,3               |
| Свинець, тис. т                | 11865        | 16617              | 1,33 (Pb)                             | 9,8               |
| Срібло, т                      | 29000        | 38000              | 80 г/т                                | 5,3               |
| Стибій, тис. т                 | 20           | 25                 | 0,002 (Sb)                            | 0,5               |
| Пентоксид танталу, т           | 2600         | 3200               | 0,01 (Ta2O5)                          | 3,4               |
| Вугілля, млн т                 | 34145        | 38631              |                                       |                   |
| Фосфорити, млн т               | 323          | 534                | 20 (Р2О5)                             | 6,4               |
| Хромові руди, млн т            | 317          |                    | 50,2 (Cr2O3)                          | 7                 |
| Цинк, тис. т                   | 27200        | 32800              | 3,1 (Zn)                              | 9,8               |
| Уран, тис. т                   | 43922        | 63512              | 0,07                                  | 17,3              |

## Окремі види корисних копалин
Нафтові, газові і газоконденсатні родовища розташовані головним чином в Уральській, Актюбінській, Гур'ївській, Мангишлацькій (зокрема Каражанське нафтове родовище) областях. Відомо 17 газових, 45 нафто- і газоконденсатних (зокрема Прорвинське нафтогазоконденсатне родовище) та 30 нафтогазових родовищ (2001). Територія Західного Казахстану включає Прикаспійську нафтогазоносну провінцію, а також Північно-Устюртсько-Бузачинський нафтогазоносний район, Південно-Мангишлацьку нафтогазоносну область і частину Північно-Кавказько-Мангишлацької нафтогазоносної провінції. Зони нафтогазонакопичення пов'язані з підняттями (напр. Бузачинське) і нейтральними структурами (монокліналями), які належать до відкладів палеогену, крейди, юри і тріасу. Пастки пластові та склепінчасті.
Тип структур — антикліналі і брахіантикліналі. Нафти високов'язкі, парафінисті і безпарафінисті, сірчисті і безсірчисті. Газ метановий (вміст метану до 97 %), безсірчистий.
У 2000 р. на казахстанському шельфі Каспійського моря відкрите родовище нафти Східний Кашаган. Початкові запаси значно перевищують запаси родовища Тенгіз, розташованого неподалік, і складають понад 1 млрд т. Нафта хорошої якості, за складом близька до тенгізької. Площа нафтових полів Східного Кашагана в 6 раз більше, ніж на Тенгізі, коефіцієнт продуктивності в декілька разів вище, тиск понад 200 атм. Розробку Східного Кашагана планує дочірня компанія Japan's Indonesia Petroleum Ltd. (INPEX), що є пайовим учасником казахстанської компанії Kazakhstan International Operating Co. (OKIOC). Після освоєння цього родовища Казахстан може увійти в п'ятірку найбільших нафтодобувних країн світу.
Щодо запасів нафти в Казахстані, то на 2003 р. існують різні оцінки: Геологічна Служба США вважає, що обсяг видобувних запасів не перевищує 850 млн тонн, а уряд Казахстану подає цифру 2,5 млрд тонн нафти, яку Геологічна Служба США вважає загальними запасами, в тому числі і невидобувними [Media-Press].
Казахстан займає 15-е місце у світі за розвіданими запасами природного газу і 4-е — серед країн СНД. Основна частина ресурсів природного газу країни зосереджена в Прикаспійській западині. Доведені запаси у 2001 р. за іноземними джерелами — 1840–2000 млрд куб. м, а за оцінками місцевих геологів 2500 млрд куб. м.
Казахстан суттєво зміцнює свою позицію на світовому газовому ринку газу за рахунок розробки морського родовища Кашаган, яке в 2002 р. стало комерційним відкриттям в казахстанському секторі Каспію. На першому етапі освоєння Кашагану, яке розпочнеться в 2005 р., попутно з нафтою щорічно буде добуватися близько 3 млрд м³ газу.
Вугілля. У Казахстані відомо понад 300 родовищ вугілля з геологічними запасами 170,2 млрд т. Найбільші запаси і найбільш великі басейни і родовища належать до відкладів карбону (Карагандинський та Екібастузький басейни) і юри (Майкюбенський та Тургайський басейни). Вугілля коксівне та енергетичне. В юрських товщах є потужні (до 50 м) вугільні поклади, доступні для відкритої розробки. Вугілля буре, з нижчою теплотою згоряння робочого палива 13-16 МДж/кг.
Горючі сланці залягають в Кендирлицькому родовищі вугілля і горючих сланців. Ресурси їх оцінюються в 700 млн т.
Залізо. За запасами залізних руд країна разом з Індією займає 2-3 місце в Азії (після Китаю). У Казахстані за станом на 1991 р. було враховано 8.8 млрд т залізняку категорій А+В+С1 і 16.6 млрд т категорії С2. 55.7 % всіх розвіданих запасів країни — легкозбагачувані магнетитові руди Вони зосереджені в унікальних родовищах скарново-магнетитового типу. На межі XX-XXI ст. запаси Fe-руд у надрах країни геологами Казахстану оцінюються в 16900 млн т (що вище інших оцінок), в тому числі за категоріями А, В і С1 9100 млн т із середнім вмістом Fe 38,9 %. Балансом Казахстану на 1.01.1999 враховано 44 родовища залізняку, в тому числі 11 забалансових. Основні родовища: скарново-магнетитові, вулканогенно-осадові магнетит-гематитові і осадові буро-залізнякові зосереджені в Тургайській залізорудній провінції і Атасуйському залізорудному районі. У першій розташовані численні, в тому числі унікальні магнетитові родовища Кустанайського залізорудного району (Соколовське, Сарбайське, Качарське, Ломоносівське, Альошинське, Коржинкольське, Шагиркольське, Сорське і ін.) і найбільші бурозалізнякові (Лісаковське і Аятське) родовища. Скарново-магнетитові родовища розвідані також в Кокчетавській, Карагандинській і Чимкентській областях. Осадові континентальні родовища бурих залізняків розробляються Костанайській областях.
Близько 2,2 млрд т, або 36,6 % розвіданих запасів залізних руд країни, зосереджено в унікальних родовищах скарново-магнетитового типу — Сарбайському, Соколовському, Качарському і Куржункульському. Середній вміст заліза в рудах цих родовищ — 39.5 %. Крім того, розвідані Аятське і Лісаковське родовища бурих залізняків (гідроґетитового і гідроґетит-сидеритового складу), на які припадає близько 3,5 млрд т, або 60,4 % залізняку Казахстану. В Атасуйському залізорудному районі Центрального Казахстану відомі дрібні родовища залізо-марганцевих руд, що відпрацьовуються методом селективного видобутку: Західний і Східний Каражал, Ушкатин-III; вміст заліза в цих рудах — 51,5 %.
Марганець. За запасами марганцевих руд Казахстан займає 1-е місце в Азії (1999). Ресурси марганцевих руд Казахстану — близько 500 млн т (2,4 % світових).
Родовища вулканогенно-осадові, метаморфізовані, гідротермальні, осадові та інфільтраційні. Промисловий інтерес являють вулканогенно-осадові родовища Джезказганської області (запаси понад 300 млн т.). Рудні поклади протяжністю від сотень метрів до декількох кілометрів приурочені до девонських кременисто-карбонатних відкладів, являють собою чергування пластів марганцевого залізняку і кременистих порід і мають потужність до 25 м. Руди інколи комплексні, залізо-марганцеві. Середній вміст Mn в руді 20-24 %. Коливання вмісту марганцю від 11,2 % в залізо-марганцевих рудах до 44,3 % в пероксидних. Для всіх типів руд характерний низький вміст фосфору (0,02-0,08 %) і сірки (0,1-0,3 %). Наявне залізо в кількості від 2,1 до 12,4 % і кремнезем — 14-18 %. Близько 70 % підтверджених запасів країни припадає на карбонатно-силікатно-оксидні руди, 21 % — на оксидні залізо-марганцеві — 5 %, оксидно-карбонатні — 2,6 %, окиснені — 1,5 %. Головні рудні мінерали — псиломелан і піролюзит. Осадові і метаморфізовані родовища виявлені у відкладах венду і кембрію (Ерментауський і Успенський райони, Західне Прибалхашшя, Каратау), ордовика (Приішим'я, Атасу), силуро-девону (Мугоджари), карбону (Калба), олігоцену (Мангишлак) і неогену (Павлодарське Приіртишшя). Запаси окремих родовища перевищують 30 млн т, але не мають промислового значення через низьку якість руд.
Хром. За запасами хромових руд країна займає 2-е місце у світі після ПАР (1999). В Казахстані (Актюбінська область) зосереджено близько 7 % світових ресурсів хрому. Хромові руди відомі в межах офіолітових поясів і зон. Промислові родовища гістеромагматичного типу, пов'язані з Кемпірсайським ультраосновним масивом (80х(0,6-30) км), розвідані і розробляються в Актюбінській області. Тут виявлено понад 20 родовищ, що об'єднують близько 120 хромітових покладів. Форма покладів руди стовпо- та лінзоподібна, жильна; їх потужність від 0,5-10 до 150–200 м, глибина залягання від декількох десятків до 1400 м. Рудні мінерали — серпентин і хромшпінеліди. Вміст головних рудотвірних компонентів (мас. %): Cr2O3 30-55; FeO — 12–14; Al2O3 — 2–8,5; MgO — 18–30.
Титанові руди відомі переважно магматичного типу: ільменіт-титаномагнетитові родовища — Веліховське, Караобінське; титаномагнетитові — Давидовське, Саритумське І і II; нефелін-апатит-титаномагнетитові — Масальське, Ірісуйське; шорломіт-ільменіт-титаномагнетитові — Красноармійське. Рудні тіла в них представлені у вигляді ізометричних і лінзоподібних утворень завдовжки сотні і тисячі метрів. Найважливіші у практичному плані комплексні ільменіт-цирконові, циркон-рутил-ільменітові поховані розсипи мезозойсько-кайнозойського чохла (Тобольське, Обухівське, Кумкольське, Аласорське, Заяче та інші). Потужність покладів рудних пісків до 25 м, форма пластоподібна, лінзо- і стрічкоподібна.
Ванадієві руди представлені комплексними титаномагнетитовими, осадовими бурозалізняково-лептохлоритовими розсипами та інфільтраційними, мідно-свинцево-цинковими, а також самостійними родовищами. У титаномагнетитах (Мугоджари, Зауралля) вміст V2О5 0,1-0,6 %. Ванадієносні чорносланцеві товщі відомі в Каратау, Таласському Алатау, Улутау, Домбралитау в Західному Прибалхашші. Вміст V2О5 в руді досягає 3,64-3,93 %.
Боксити. За даними [Mining Annual Review 2002] за загальними запасами бокситів Казахстан на 2001 р. займає 17-е місце у світі, диспонуючи 1,1 % його світових запасів. Країна має близько 300 млн т загальних запасів руди з бокситовим вмістом 42–46 %. При існуючому виробництві це вистачає на більш ніж 100 років роботи промисловості, в тому числі високосортних бокситів — на наступні 10-15 років. Боксити Казахстану пов'язані з мезозойсько-кайнозойськими континентальними відкладами епігерцинської платформи Центрального Казахстану, Тургайського прогину та Мугоджар. Промислове значення мають родовища бокситів у Тургайській області. Боксити залягають хвилясто-горизонтально на глибині від перших десятків до 200–300 м. Руди низькосортні, з високим вмістом кремнезему: середній вміст Al2O3 в бокситах становить 42-44 %, SiO2 — 9-11 %, Fe2O3 — 16-20 %, CO2 — до 2,65 %, кременевий модуль 4-5. Склад бокситів каолініт-гематит-гібситовий із підвищеним вмістом сидериту і органічних речовин.
У Казахстані є перспективи виявлення родовищ небокситової алюмінієвої сировини (алунітів, каолінів, нефелінових сієнітів і інших). Найбільші родовища бокситів Казахстану розташовані в північній частині країни в межах Тургайської і Центрально-Казахстанської бокситоносних провінцій. Численні родовища Тургайської провінції мають крейдовий вік і об'єднані в три бокситорудних райони: Верхньотобольский, Мугоджарський і Убаганський, в першому з яких знаходяться всі промислові родовища провінції. Родовища Центрально-Казахстанської провінції мають палеоценовий вік. Тут виділяють два бокситорудних райони: Амангельдинський і Цілиноградський.
Вольфрам. За підтвердженими запасами вольфраму Казахстан займає 2-е місце у світі (після Китаю, 1999), а за ресурсами — 18,2 % (4 млн т) — поділяє 2-3-є місце у світі (разом із Росією). У Казахстані відомо понад 300 родовищ вольфрамових руд (кварцово-ґрейзенові, гідротермальні штокверкові і скарново-ґрейзенові). Руди перших 2-х типів — комплексні молібден-вольфрамові з супутнім бісмутом, рідше оловом. У скарново-ґрейзенових родовищах крім вольфраму є молібден, мідь, бісмут. Родовища 1-го і 3-го типів мають відносно високий вміст WO3 (0,25-0,65 %); штокверкові родов. — відносно низький (0,1-0,2 %). Рудні тіла: жили, лінзи, штокверки, мінералізовані зони. У корах разом з вольфрамом є бісмут, мідь, цинк.
У Казахстані підтверджені запаси вольфраму складають близько 30 % всіх розвіданих запасів промислових категорій, кількість яких перевищує 1,2 млн т, а 70 % є умовно економічними ресурсами. За іншими оцінками, майже всі запаси країни є умовно економічними ресурсами. Практично всі найбільш великі розвідані вольфрамові об'єкти сконцентровані в центральній частині країни, в межах Джунгаро-Балхашської металогенічної провінції. Основне значення мають родовища штокверкового геолого-промислового типу (включаючи ґрейзенові), як власне вольфрамові, так і комплексні молібден-олово-вольфрамові. Руди цих родовищ — кварцово-вольфрамітові і кварцово-шеєлітові характеризуються низькими вмістами триоксиду вольфраму (0,3-0,5 %) і потребують застосування складних схем збагачення.
Золото. Казахстан володіє значним сировинним потенціалом золота. Але оцінки запасів золота в надрах за різними джерелами розходяться. Станом на 2001 р. за російськими даними ["ФГУНПП Аэрогеология"] загальні запаси золота в надрах Казахстану становлять 1800 т (2 % світових), підтверджені — 700 т (1,4 % світових), середній вміст золота в рудах — 4,7 г/т; за даними [Mining Annual Review. 2001] підтверджені запаси золота в Казахстані складають близько 1500 т з середнім вмістом 6,3 г/т. Геологами Казахстану запаси Au в надрах країни оцінюються в 800 т із середнім вмістом 6,3 г/т. В рудах що розробляються на початку XXI ст. середній вміст Au становить 9 г/т. Запаси Au у 134 власне золоторудних родовищ оцінюються у 61-66 % від загальних і в 60 родовищах поліметалічних руд 38-34 %. Інтегральна оцінка експертів щодо ресурсів золота в Казахстані дає 9-е місце у світі і 3-є серед країн СНД після РФ та Узбекистану.
Золоторудні родовища поширені в палеозойських товщах. Екзогенні родовища розташовані в передгірських долинах. Відомі розсипні вияви золота крейди і палеогену. Ендогенні родовища представлені золото-кварцовими, золото-сульфідними, золото-скарновими, золото-метасоматичними, золото-кварц-адуляровими, золото-сульфідно-кварцовими, золото-сульфідно-вуглецевими утвореннями. Пробність золота 450–900. Рудні тіла — жили, лінзи, тіла складної форми, лінійні зони, штокверки, інші.
Станом на 2002 рік основу мінерально-сировинної бази золота становлять близько 150 родовищ; близько 50 % запасів укладають вісім із них: Васильківське, Бакирчик, Акбакай, Ювілейне, Бестюбе, Майкаїн, Жолімбет і Аксу. Перші три входили в число унікальних родовищ Радянського Союзу. Основними геолого-промисловими типами родовищ є золото-кварцовий (Бестюбе, Ювілейне і інші) і золото-кварц-сульфідний з жильним, штокверковим або вкрапленим зруденінням (Аксу, Акбакай, Бакирчик, Жолімбет і інші), а також золотовмісний колчедано-поліметалічний (Майкаїн). Менше значення мають золотовмісні поліметалічні (Ріддер-Сокольне і Новоленіногорське рудні поля) і міднопорфірові родовища. Великий промисловий інтерес представляють зони окиснення і вторинного збагачення руд золотовмісних родовищ (Майкаїн і інші). За весь період геологічних досліджень геологорозвідувальні роботи (ГРР) на золото в Казахстані проводилися у 225 рудних районах.
Молібден. Казахстан володіє 5,6 % загальних і 5,4 % підтверджених світових запасів молібдену. Молібденові руди зосереджені в кварцово-ґрейзенових (вміст Мо 0,15-0,50 %) і штокверкових (0,05-0,12 %) родовищах, а також в молібденово-мідних (0,005-0,05 %) і ванадієносних (0,02 %) сланцях. Розвідані запаси молібдену в країні сконцентровані в 33 переважно дрібних і середніх родовищах, середній вміст молібдену в рудах яких — 0,017 % Основна частина запасів (60 %) зосереджена в комплексних вольфрам-молібденових штокверкових, скарнових і жильних родовищах. Середні вмісти молібдену в рудах цих родовищ коливаються від 0,04 % до 0,07 %.
Молібденово-мідні скарнові і молібден-міднопорфірові родовища характеризуються нижчим вмістом молібдену: від 0,005 % до 0,02 %. У Центральному Казахстані відоме також значне Шалгіїнське молібденпорфірове родовище, де середній вміст молібдену становить 0,11 %.
Олов'яні руди виявлені в Калба-Наримському, Кокчетавському, Чу-Ілійському, Сарису-Тенгизькому, Баянкольському та інших районах. Виділяють каситерито-кварцову, каситерито-силікатну, каситерито-сульфідну і скарново-ґрейзенову оловорудні формації. Морфологічно це жили, мінералізовані зони, штокверки. Середній вміст Sn 0,1-0,5 %. Супутні компоненти: вольфрам, бісмут та інші.
Рідкісноземельні і розсіяні елементи вилучаються попутно з руд кольорових і чорних металів. Деякі утворюють власні родовища — тантал, ніобій, цезій. Промисловий інтерес являють епігенетичні родовища (Мангишлак). Руди тут в основному целестинові, зі значною домішкою бариту. Мідні руди Джезказганського родовища є унікальними за вмістом ренію і радіогенного осмію (г.ч. ізотопу 187Os).
Мідні руди. Видобуток міді в Казахстані здійснювався ще в епоху бронзи, про що свідчить копальня Кенказган. У Казахстані промислове значення мають мідянисті пісковики, мідно-колчеданні, мідно-порфірові, мідно-скарнові, жильні і комплексні мідно-поліметалічні руди. Промислове значення мають Центральне Джезказганське, Ітауізьке, Актогай і Айдарлі, Кипчакпайське, Сариобінське, Акчи-Спаське, Мугоджарське, Джунгарське, Кендиктаське та інші родовища. Руди часто комплексні. Основні мінерали: халькозин, борніт, пірит халькопірит, ґаленіт, сфалерит. Вміст міді в рудах 0,3-0,5 %.
Поліметали. Казахстан займає 2-е місце у світі за підтвердженими запасами цинку (27,2 млн т) і 5-е — за загальними — 32,8 млн т (після Австралії, США, Канади і Китаю). В останні десятиріччя в країні розвідані, розробляються або готуються до освоєння родовища Жайрем, Чекмар, Бестюбе, Текелі, Карагайли, Акжал та інші. Свинцево-цинкові родовища представлені стратиформним, колчеданним і скарновим типами. Каратауська група включає стратиформні родовища Міргалімсайське, Ачисайське, Байжансайське, Шалкійське, Жайремське. Сумарний вміст свинцю і цинку в рудах цих родовищах 4,5 %, промислове значення мають кадмій, барит. Атасуйська група має комплексні свинцево-цинково-баритові руди, сума свинцю і цинку 4,8 %, бариту 30-50 %. Домішки — Cd, Bi, Se, Т, In. Колчеданно-поліметалічні родовища зосереджені в Алтаї: Ріддер-Сокольне, Березовське, Білоусівське, Зирянівське та інші. Всі вони локалізовані в теригенно-вулканогенних породах середнього девону. Основні компоненти поліметалічних руд: Pb, Cu, Zn і S, попутні: As, Bi, Sb, Se, Т, Tl, In, Ga, Hg.
Колчеданно-поліметалічні родовища локалізовані в Джунгарії, Текелі-Усецькому рудному районі, на родовищах Текелінське, Західно-Текелінське, Яблонове, Коксуйське, Сууктобінське, Усецьке, Тишканське та інші, в Західному Прибалхашші, Саритумській зоні, родовища Бурултасське, Орумбайське. Скарнові родовища: Гульшадське, Акжалське, Кокзабойське, Аксоранське і інші.
У мідно-порфірових рудах родовищах Актогай і Айдарлі та свинцево-цинкових — Жайрем і Шалкія міститься біля третини запасів міді, свинцю і цинку Казахстану. Родовища були детально розвідані в радянський час і розглядалися як перспективна сировинна база Балхашського мідного комбінату і сировинна основа для створення нових центрів свинцево-цинкової промисловості в республіці.
Срібло. У Казахстані 39,5 % підтверджених запасів срібла зосереджено в поліметалічних родовищах Жайрем, Бестюбе, 23,9 % — в родовищах мідистих пісковиків Джезказгану, 5,6 % — в міднопорфірових родовищах і 2,5 % — в родовищах золота. Експлуатується одне власне срібне родовище Павловське, в рудах якого вміст срібла становить 700 г/т.
Платиноїди. Прогнозні ресурси МГП Казахстану незначні і складають до 300 т (~0,6 % світових).
Уран. За запасами урану Казахстан займає 2-е місце у світі (на 2000 р — 633 тис.т., частка у світі 18,9 %). Найбільше родовище — Інкай. За даними [Mining Annual Review 2002] в Казахстані на 2001 р зосереджено близько 25 % запасів урану світу, причому 60 % з них розміщуються в районі Сузак (Suzak) південного Казахстану. При цьому доведені запаси урану оцінюють в 926 тис. т, доведені запаси плюс ймовірні резерви — 1,65 млн т.
Барит. Казахстан займає 1-е місце у світі за розвіданими запасами бариту. Барит локалізований як у власних родовищах, так і в комплексних барит-поліметалічних. На барит-сульфідні руди припадає 75 % запасів, на власне баритові — 25 %. Головні власне баритові родовища: Ансай, Чиганак і інші в Південному Казахстані характеризуються невисокими вмістами бариту — 48,6 %. Комплексні Жайремське, Міргалімсайське, Карагайлінське барит-сульфідні родовища розташовані в центральній частині країни, середній вміст бариту в рудах — 24,2 %
Гірничохімічна сировина представлена борними рудами, калійними і кам. солями, мірабілітом, сірчаними і фосфатними рудами.
Калійні солі. Родовища зосереджені в Прикаспії, зокрема в соляних куполах Прикаспійської западини. Сумарні геол. запаси К2О оцінюються в 200 млрд т. Найбільш вивчені куполи — Індер, Челкар, Сатімола. Розвідане Жилянське родов. безхлорних калійних солей (поблизу м. Актюбінська).
Родовища мірабіліту в відкладах соляних озер Кзил-Ординської, Жамбильської і Талди-Курганської областей мають запаси понад 12 млн т сульфатних солей. Перспективні пліоцен-четвертинні відклади солончаків Кайдак і Кара-Кичу на півострові Бузачі, де горизонти мірабіліту мають потужність 1-12 м. Загальна потужність соленосної товщі до 140 м.
Кам'яна сіль. На території Казахстану виявлено 24 родовища кам'яної солі. Її запаси на Індерському озері близько 1 млрд т (99,2 % NaCI). В ядрах численних соляних куполів Прикаспію сконцентровані значні запаси нижньопермської кам'яної солі.
Самородна сірка зосереджена в районах Прикаспійської (Підгорненське родов.) і Чу-Сарисуйської (Улькен-Бурултауське) западин.
Карбонатна сировина розвідана в 5 родовищ палеозойських вапняків з сумарними запасами 54,5 млн т.
Фосфор. Фосфатні руди представлені фосфоритами і апатитами. Казахстан володіє великими ресурсами фосфору в фосфоритах, які зосереджені в Каратауському та Актюбінському фосфоритоносних басейнах. Апатитові руди генетично пов'язані з трьома магматичними формаціями, розвиненими в Кокчетавській області: лужно-ультраосновними породами і карбонатитами, перидотит-піроксеніт-габровими, лужними габроїдами. Прогнозні запаси по Кокчетавському масиву оцінюються в 313 млн т Р2О5). Руди бідні (2,5-5 % Р2О5). З метакременисто-карбонатною формацією пов'язані родовища апатиту на Малому Каратау.
Індустріальна сировина.
Вермікулітові руди є в Мугоджарах (сумарні запаси 30 млн т), Кокчетавському масиві (0,57 млн т) і Великому Каратау (0,17 млн т). Промисловий інтерес представляють Курчумське родовище тальку на Алтаї (середній вміст тальку 60 %) і Каракудуцьке в Мугоджарах.
Мусковітові руди виявлені в ґранат-мусковіт-кварцових сланцях в Кокчетавському серединному масиві, Киргизькому і Великому Каратауському хребтах. Промисловим є Кулетське родовище (Кокчетавська область), де вміст мусковіту в руді 30 %. Попутно вилучають ґранат.
Азбестові руди представлені родовищами хризоліт-антофіліт- і родусит-азбестів (Кустанайська — Кустанайазбест, Актюбінська, Джезказганська, Жамбильська, Семипалатинська та інші області).
Флюоритові руди є в численних родовищах і рудопроявах в Центральному і Південному Казахстані Сумарні запаси кварц-флюоритових і кальцит-кварц-флюоритових руд 19,5 млн т, сер. вміст флюориту в них 30 %.
Нерудна сировина для металургії представлена численними родовищами формівних матеріалів: пісків і глин з сумарними запасами 90,5 млн т; родовищами вогнетривких глин, пов'язаних з вторинними каолінами і бокситами в Тургайській і Кустанайській областях, з сумарними запасами близько 130 млн т; флюсових вапняків із запасами 1 млрд т; кварцу і кварцитів із запасами близько 300 млн т; доломіту із запасами понад 170 млн т.
Будівельні матеріали. В Казахстані є понад 1200 родовищ будівельних матеріалів: цегельних глин (сумарні запаси бл. 770 млн м³), облицювальних каменів (14,6 млн м³, включаючи унікальне Мангишлацьке родовище ракушняка), керамзиту (355 млн м³), гіпсу і ангідриду (близько 210 млн т), вапняку (понад 150 млн т), скляних пісків (30 млн м³, кіри (близько 7 млн т), піску і ґравію (1,6 млрд м³), буд. каменю (2,4 млрд м³), цементної сировини (2,6 млрд т), будівельного піску (близько 430 млн м³), крейди (понад 60 млн т) і т. д.
Дорогоцінні і виробні камені представлені родовищами хризопразу (родовище Сарикул-Болди); малахіту (Чок-Пакське родовище); жадеїту (Ітмурундинське); гематиту-кровавика (Кишкенесорське); гірського кришталю; виробного родуситу; опалів і халцедонів; яшм і роговиків і інш. Одне з найбільших у світі родовище технічних алмазів — метаморфогенне Кумдикольське (не освоюється).